# Shaparak Khorsandi
Shaparak « Shappi » Khorsandi ( persan : شاپرک خرسندی , née le 8 juin 1973) est une comédienne de stand-up et auteure britannique d'origine iranienne. Elle est la fille du satiriste et poète politique iranien Hadi Khorsandi. Sa famille quitte l'Iran lorsqu'elle était enfant à la suite de la révolution islamique.
En janvier 2016, elle devient présidente de Humanists UK et vice-présidente en 2019. Son deuxième livre et premier roman, Nina is Not OK, est sorti en 2016. 

## Enfance et vie personnelle
Fille de Hadi Khorsandi, elle est née en Iran et dit que son premier souvenir est « de faire du vélo à Téhéran, sur les genoux de mon oncle, à l'aube, pour aller chercher du lait au chocolat ». Elle et sa famille sont forcées de fuir l'Iran pour Londres après la Révolution islamique à la suite de la publication d'un poème satirique que son père avait composé, considéré comme critique du régime révolutionnaire.
Shappi Khorsandi n'est pas élevée dans la religion, et s'identifie comme athée et humaniste. Elle devient marraine de Humanists UK, qui la nomme présidente pour un mandat de trois ans à partir de janvier 2016, succédant à Jim Al-Khalili. 
Shappi Khorsandi est diplômée de l'université de Winchester, en 1995, en art dramatique, théâtre et télévision, puis poursuit une carrière dans la comédie. En 2010, l'université lui a décerne un doctorat honoris causa. 
Shappi Khorsandi a été mariée au comédien Christian Reilly, avec qui elle a un fils, Cassius. Ils ont divorcé en 2011. Le 7 juin 2013, Khorsandi donne naissance à une petite fille, Geneviève. Dans une interview en 2014, elle déclare : « Je fais tout toute seule, je n'ai aucun contact avec le père. Mais c'est bien, je ne suis ni en colère ni amère » . 
Elle vit avec ses enfants dans le sud-ouest de Londres, près de Richmond Park. Son père et son frère sont également des humoristes. En 2017, elle a révélé sa bisexualité. 

## Carrière

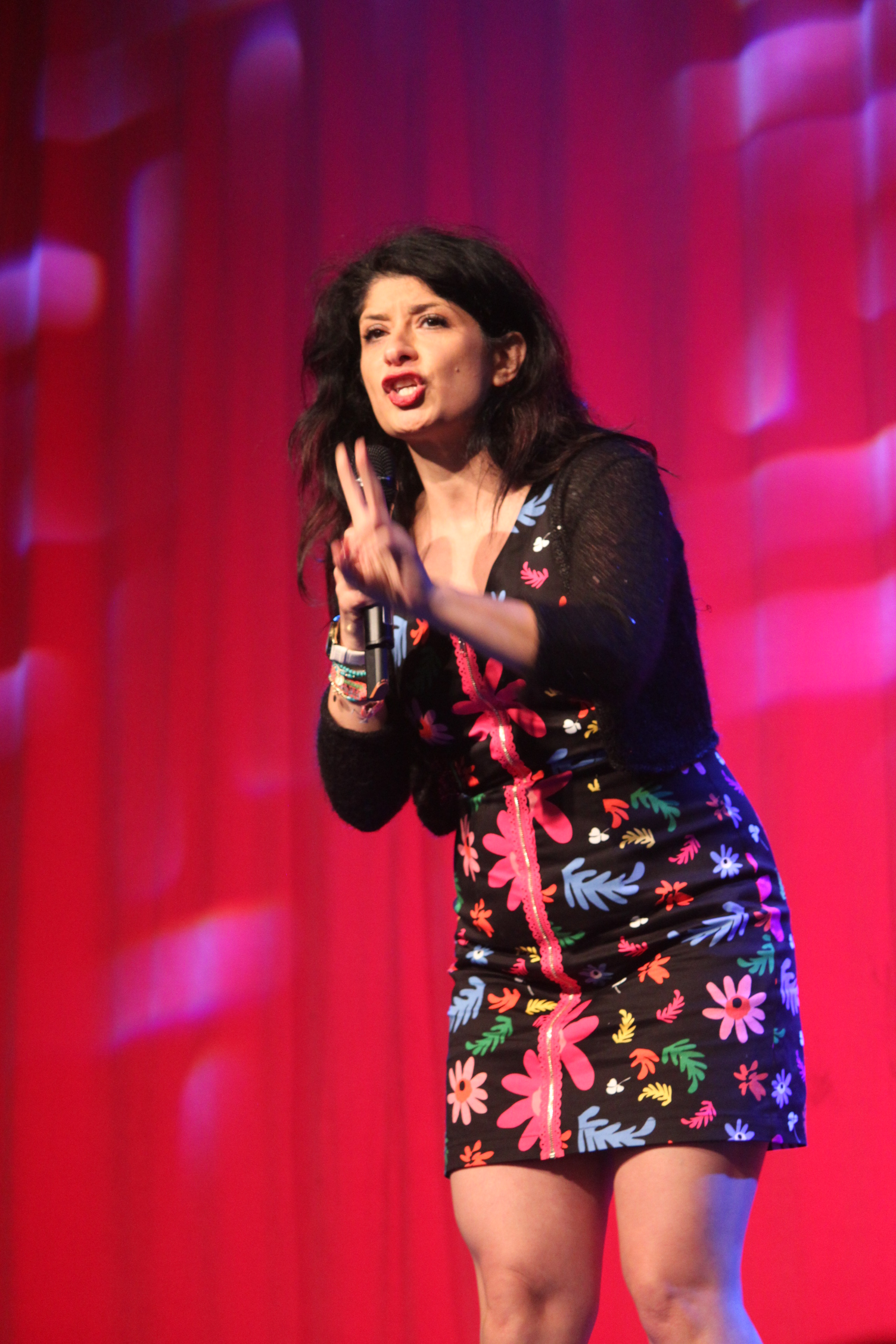
Shappi Khorsandi au Festival de Glastonbury 2015

Shappi_Khorsandi joue la comédie, après s'être fait connaître au Joe Wilson's Comedy Madhouse en 1997. Elle apparait dans de nombreux programmes de la BBC Radio 4, y compris Quote... Unquote, Loose Ends, You and Yours, Midweek, Just A Minute, The Now Show et The News Quiz, ainsi que Have I Got News For You et QI de BBC Television. En juillet 2009, elle anime sa propre série en quatre parties, Shappi Talk sur BBC Radio 4, examinant ce que c'est que de grandir dans des familles multiculturelles. Elle écrit également une chronique occasionnelle pour le magazine en ligne Iranian.com.
En 2007, Shappi Khorsandi fait son premier voyage en Australie et au Melbourne Comedy Festival avec son émission Asylum Speaker. Elle apparait dans le talk show comique australien Rove. Elle est nommée pour la meilleure révélation aux Chortle Awards 2007. En décembre 2008, elle apparait dans l'émission Live at the Apollo aux côtés de Russell Kane et Al Murray. Elle fait une apparition dans le spectacle Comedy Roadshow de Michael McIntyre le 20 juin 2009, dans Friday Night with Jonathan Ross le 26 juin 2009 et 8 Out of 10 Cats le 10 juillet 2009.
Le mémoire de Shappi Khorsandi, A Beginner's Guide to Acting English, est publié par Ebury Publishing (en) le 2 juillet 2009. Elle joue son spectacle, L'Activiste distraite, au Festival Fringe d'Édimbourg du 6 au 31 août 2009. 
Shappi Khorsandi est invitée sur Question Time en 2006 et 2010. Au cours de cette émission, elle mentionne qu'elle soutient le parti travailliste. Elle joue dans le deuxième épisode de Let's Dance for Sport Relief 2010,.  
En 2010, Shappi Khorsandi participe au Comedy Gala de Channel 4, un gala de bienfaisance organisé au profit du Great Ormond Street Children's Hospital, filmé en direct à l' O2 Arena de Londres le 30 mars. Elle apparait en tant qu'invitée dans Genius présentée par Dave Gorman le 31 octobre 2010. En mars 2012, Khorsandi apparait sur The Celebrity Bank Job de Channel 4 et gagne 59 000 £ pour ses associations caritatives.
Elle est membre de l'Arts Emergency Service, une organisation caritative britannique qui travaille avec des jeunes de 16 à 19 ans venant de milieux différents dans le domaine de la formation professionnelle. 
Les 19 et 20 novembre 2014, elle est invitée sur Loose Women, remplaçant Jamelia. Elle apparait sur The Blame Game sur la BBC en Irlande du Nord organisée par Tim McGarry le 5 décembre 2014. 
En 2016, Shappi Khorsandi apparait avec son fils dans Big Star's Little Star. Toujours en 2016, avec de nombreuses autres célébrités, elle fait une tournée au Royaume-Uni pour soutenir la candidature de Jeremy Corbyn à devenir Premier ministre,.  
En novembre 2017, elle est candidate dans la dix-septième saison de I'm a Celebrity...Get Me Out of Here! et se classe 11e de la compétition. 

## A Beginner's Guide to Acting English
Le livre décrit la manière dont Shappi Khorsandi a vécu l'Angleterre en tant que jeune fille. Le récit commence avec son école maternelle, The Kings' International Nursery School, avec son frère, Peyvand. Tout au long du livre, elle explique en quoi la langue persane diffère de l'anglais: « Ils m'ont appelé « poppet ». Elle exprime également sa fierté de la façon dont son père a suivi des cours d'anglais et a été félicité pour son affinité avec l'écrit, même si elle estime qu'il est capable d'être plus drôle en persan.
Ses autres thèmes incluent ses expériences avec la nourriture et les coutumes anglaises, la guerre entre l'Iran et l'Irak, et les conflits qu'elle et sa famille rencontrent - elle note, par exemple, avoir été qualifiée de « terroriste ».